# فایشتلبرگ (بایرن)
فایشتلبرگ (به آلمانی: Fichtelberg) یک منطقهٔ مسکونی در آلمان است که در بایروث واقع شده‌است.